# Hibbertia glomerosa
Hibbertia glomerosa är en tvåhjärtbladig växtart som först beskrevs av George Bentham, och fick sitt nu gällande namn av F. Müll. Hibbertia glomerosa ingår i släktet Hibbertia och familjen Dilleniaceae. Utöver nominatformen finns också underarten H. g. bistrata.